# Sophiina volba
Sophiina volba (1979) je psychologický román a zároveň nejznámější dílo Williama Styrona. Jde o román, který zpracovává složitým a neobvyklým způsobem téma vlivu nacismu na průměrně silného jedince.

## Obsah
Základní dějovou osu příběhu tvoří výpověď vyprávěče Stinga (W. Styron) o tom, jak se učil psát. Pásmo autorského vyprávění o sobě je však brzy přerušeno líčením života mladého mileneckého páru: Sophie Zawistowské a Nathana Landaua, s kterými se Stingo seznámil v létě 1947 v brooklynském penziónu Růžový palác. Jinou dějovou linii tvoří příběh Stingova pronikání do záhad tragického až patologického vztahu milenců (zjišťuje, že Nathan je narkoman a schizofrenik) a dál do minulosti a nejhlubších zákoutí psychiky ženy, která ho přitahuje. V dalším dějovém plánu je pásmo hrdinčiných vzrušených monologů, líčících její dětství a mládí v Krakově, její osudy roku 1943 ve Varšavě a v koncentračním táboře Osvětim. Ten zaujímají klíčové místo Sophiininy volby.
Název románu sice naznačuje jednu klíčovou volbu, ale nad závěrečnou tragickou Sophiinou volbou můžeme jasně cítit, že ta je pouhým důsledkem celého řetězu dalších osudových voleb, před jaké stavěl člověka nacismus. První volbou je Sophiin pomýlený závěr neangažovat se v okupované Varšavě. I když Sophii její varšavská přítelkyně přesvědčuje, aby se stala členkou organizovaného odboje, Sophie odmítá. Druhá volba, která má pro hrdinčino celoživotní trauma klíčový význam, je volba, před niž Sophii postaví sadistický německý lékař při jejím příchodu do koncentračního tábora. Nechá ji vybrat si z jejich dvou dětí jedno, které bude dále žít v koncentračním táboře Osvětim. To druhé bude odvezeno do nedalekého tábora, určeného pouze pro likvidaci vězňů. Sophie si vybere svého desetiletého syna Jana. Sama pak sleduje, jak jí nacisté odvádějí její malou dceru Evu k transportu do Březinky. Třetí volba je Sophiino rozhodnutí pokusit se svést Rudolfa Hösse, vrchního velitele osvětimského tábora. Volba vychází z krajního zoufalství matky, která chce zachránit svého potomka. Tento pokus ztroskotává a jen prohlubuje bezmocnost, která se zakotvuje níž a níž do Sophiiny duše. Závěrečná hrdinčina volba vyplývá z jejího konečného poznání, že život pro ni nelze obnovit, tak jako se dalo díky Nathanově péči obnovit její fyzické zdraví, a že jakékoliv pokusy zbavit se bolestných traumat minulosti a rozvinout vlastní šťastnou vyrovnanou osobnost jsou marné. Nakonec i její jediná naděje, začít nový život s Nathanem, se ukáže být klamná a nerealizovatelná, a proto jí nezbývá než navždy zhasit světlo svého života.

## Teoretický rozbor
V Sophiině volbě se William Styron pokouší o hloubkovou analýzu nacismu, jeho zhoubného vlivu na průměrně slabého nebo možná jen průměrně silného lidského jedince a ukazuje nacismus v osobních perspektivách. Volí proto hrdinku až absurdní svou nenápadností a svou neprovinilostí vůči ideálům nacismu. Sophie není židovka, nemá neárijské rysy, a dokonce splňuje svým zevnějškem i představy nacistické estetiky. Jestli je Sophie něčím výjimečná, pak pouze citlivostí, vnitřní kultivovaností a inteligencí. Styron používá ve svém vyprávění bohatě členěnou větu (po vzoru Faulknera), která si činí neobyčejné nároky na čtenářovu spolupráci a průběžné dešifrování skrytých významů a souvislostí. Tvorba tohoto díla spočívá v postupném odhalování a to nás do posledních stránek nad Sophiiným osudem udržuje v napětí.

## Filmová adaptace
- Sophiina volba – romantické drama režiséra Alana J. Pakuly z roku 1982, v hlavních rolích Meryl Streepová (za roli Sophie získala Oscara a Zlatý glóbus) , Kevin Kline a Peter MacNicol.